# Con todos los sentidos
Con todos los sentidos es el título de un álbum de estudio grabado por el cantautor canario Braulio. Fue lanzado al mercado bajo el sello discográfico CBS Discos en 1988. El álbum fue producido por el propio artista junto a Ricardo Eddy Martínez y contiene 11 canciones de su autoría.

## Lista de canciones
- Todas las canciones escritas y compuestas por Braulio García.

| Con todos los sentidos |                             |                |          |  |
| N.º                    | Título                      | Escritor(es)   | Duración |  |
| 1.                     | «El vicio de tu boca»       | Braulio García |          |  |
| 2.                     | «Una mujer como tú»         | Braulio García |          |  |
| 3.                     | «Con las manos en la mesa»  | Braulio García |          |  |
| 4.                     | «Cuando se acaba la magia»  | Braulio García |          |  |
| 5.                     | «Gato x liebre»             | Braulio García |          |  |
| 6.                     | «Amándote, soñándote»       | Braulio García |          |  |
| 7.                     | «Tanto amor traicionado»    | Braulio García |          |  |
| 8.                     | «Casi puedo ser tu padre»   | Braulio García |          |  |
| 9.                     | «En la cima y en la orilla» | Braulio García |          |  |
| 10.                    | «Balada para un don nadie»  | Braulio García |          |  |
| 11.                    | «Un tiempo para nosotros»   | Braulio García |          |  |

## Posicionamiento en las listas
| Lista (1988)                    | Máxima posición |
| ------------------------------- | --------------- |
| U.S. Billboard Latin Pop Albums | 1               |

### Sucesión y posicionamiento
| Predecesor: Amor libre: 12 grandes éxitos de Camilo Sesto | U.S. Billboard Latin Pop Albums — Álbum N°. 1 5 de noviembre de 1988 - 18 de noviembre de 1988 | Sucesor: Vivencias de Yolandita Monge |